# Llista de muntanyes de Venus
Aquesta és una llista de muntanyes (en llatí montes en plural, mons en singular) del planeta Venus. Les muntanyes de Venus porten el nom de deesses en les mitologies de diverses cultures, excepte per als Maxwell Montes.
Les quatre cadenes muntanyoses principals de Venus es diuen Akna Montes, Danu Montes, Freyja Montes i Maxwell Montes. Aquests es troben a Ishtar Terra.
Les cadenes muntanyoses estan formades pel plegament i la deformació de l'escorça d'un planeta. Les cadenes muntanyoses de Venus, com les de la Terra, es caracteritzen per molts plecs i falles paral·leles.
La presència de cadenes muntanyoses a Venus pot ser una prova que la superfície del planeta està en moviment.

## Muntanyes
| Nom                | Coordenades                            | Diàmetre (km) | Estat d'aprovació !! Origen | |
| ------------------ | -------------------------------------- | ------------- | --------------------------- | --- |
| Abeona Mons        | 44° 48′ S, 273° 06′ E / 44.8°S,273.1°E | 375.0         | (1)                         | Abeona, deessa dels viatgers en la mitologia romana.                                                                                        |
| Akna Montes        | 68° 54′ N, 318° 12′ E / 68.9°N,318.2°E | 830.0         | (1)                         | Akna, deessa maia dels naixements. |
| Aleksota Mons      | 9° 00′ S, 308° 30′ E / 9.0°S,308.5°E   | 250.0         | (1)                         | Aleksota, deessa de l'amor lituana |
| Anala Mons         | 11° 00′ N, 14° 06′ E / 11.0°N,14.1°E   | 525.0         | (1)                         | Anala (hindú), deessa de la fertilitat hindú. El nom ha canviat d'Anala Corona.                                                             |
| Api Mons           | 38° 54′ N, 54° 42′ E / 38.9°N,54.7°E   | 190.0         | (1)                         | Api, deessa escita de la terra |
| Atai Mons          | 22° 00′ S, 291° 00′ E / 22.0°S,291.0°E | 250.0         | (1)                         | Atai, Efik (Ghana) esposa del Déu del cel Abassi                                                                                            |
| Atanua Mons        | 9° 30′ N, 308° 54′ E / 9.5°N,308.9°E   | 1000.0        | (1)                         | Atanua, deessa de l'alba de les Illes Marqueses                                                                                             |
| Atira Mons         | 52° 12′ N, 267° 36′ E / 52.2°N,267.6°E | 152.0         | (1)                         | Atira, Pawnee esposa del Gran Esperit Tirawa                                                                                                |
| Atsyrkhus Mons     | 78° 30′ S, 227° 00′ E / 78.5°S,227.0°E | 170.0         | (1)                         | Atsyrkhus (Poble osseta de l'Àsia central), osseta, filla del Déu del Sol Khur                                                              |
| Awenhai Mons       | 60° 00′ S, 248° 00′ E / 60.0°S,248.0°E | 100.0         | (1)                         | Awenhai, deessa de la fertilitat Mohawk/iroquesa                                                                                            |
| Bagbartu Mons      | 65° 30′ N, 279° 00′ E / 65.5°N,279.0°E | 600.0         | (1)                         | Bagbartu (urartià), deessa Urartu, adorada a Musasir                                                                                        |
| Bécuma Mons        | 34° 00′ N, 21° 54′ E / 34.0°N,21.9°E   | 0.0           | (1)                         | Bécuma (cèltica), deessa de l'alba irlandesa                                                                                                |
| Bunzi Mons         | 45° 48′ N, 354° 54′ E / 45.8°N,354.9°E | 36.0          | (1)                         | Bunzi (poble Ngoyo de la Dem. Rep. Congo), Deessa de l'arc de Sant Martí de Ngoyo (Zaire)                                                   |
| Chloris Mons       | 45° 24′ S, 294° 36′ E / 45.4°S,294.6°E | 180.0         | (1)                         | Chloris, deessa grega de les flors |
| Chuginadak Mons    | 38° 00′ S, 246° 00′ E / 38.0°S,246.0°E | 450.0         | (1)                         | Chuginadak (aleutià inuit), deessa aleutiana del volcà                                                                                      |
| Cipactli Mons      | 31° 30′ S, 332° 30′ E / 31.5°S,332.5°E | 200.0         | (1)                         | Cipactli, deessa monstruosa de cocodril asteca de la qual es va crear la terra                                                              |
| Ciuacoatl Mons     | 53° 00′ N, 150° 54′ E / 53.0°N,150.9°E | 100.0         | (1)                         | Cihuacoatl, deessa de la terra asteca. Canviat de la Corona Cihuacoatl                                                                      |
| Danu Montes        | 58° 30′ N, 334° 00′ E / 58.5°N,334.0°E | 808.0         | (1)                         | Danu (cèltica), Mare celta dels déus |
| Dzalarhons Mons    | 0° 30′ N, 34° 00′ E / 0.5°N,34.0°E     | 120.0         | (1)                         | Dzalarhons (poble Haida d'Amèrica del Nord), deessa del volcà Haida (costa nord-oest)                                                       |
| Egle Mons          | 59° 00′ S, 134° 00′ E / 59.0°S,134.0°E | 110.0         | (1)                         | Eglė, reina submarina lituana |
| Eostre Mons        | 45° 06′ N, 329° 06′ E / 45.1°N,329.1°E | 26.0          | (1)                         | Eostre (germànica), deessa teutònica de la primavera                                                                                        |
| Erzulie Mons       | 68° 00′ S, 8° 00′ E / 68.0°S,8.0°E     | 300.0         | (1)                         | Erzulie (haitiana), Deessa vudú haitiana de l'amor                                                                                          |
| Fand Mons          | 7° 00′ N, 158° 00′ E / 7.0°N,158.0°E   | 300.0         | (1)                         | Fand (cèltica), deessa cèltica de la curació i del plaer                                                                                    |
| Faravari Mons      | 43° 30′ S, 309° 00′ E / 43.5°S,309.0°E | 500.0         | (1)                         | Faravari (malgaix), deessa de l'aigua malgaix (Madagascar)                                                                                  |
| Freyja Montes      | 74° 06′ N, 333° 48′ E / 74.1°N,333.8°E | 579.0         | (1)                         | Freia, deessa de la fertilitat nòrdica |
| Gauri Mons         | 20° 12′ S, 102° 12′ E / 20.2°S,102.2°E | 75.0          | (1)                         | Gauri (hindú), deessa de la muntanya hindú                                                                                                  |
| Gula Mons          | 21° 54′ N, 359° 06′ E / 21.9°N,359.1°E | 276.0         | (1)                         | Gula (babilònica), mare terra babilònica, força creativa                                                                                    |
| Gurshi Mons        | 47° 30′ S, 58° 30′ E / 47.5°S,58.5°E   | 210.0         | (1)                         | Gurshi (Buriat), Deïtat de pesca buriatiana                                                                                                 |
| Gwen Mons          | 21° 24′ S, 238° 42′ E / 21.4°S,238.7°E | 200.0         | (1)                         | deessa irlandesa de la felicitat i dels somriures                                                                                           |
| Hallgerda Mons     | 53° 06′ N, 198° 18′ E / 53.1°N,198.3°E | 57.0          | (1)                         | Hallgerda (nòrdica), deessa islandesa de la vanitat                                                                                         |
| Hathor Mons        | 38° 42′ S, 324° 42′ E / 38.7°S,324.7°E | 333.0         | (1)                         | Hathor (egípcia), deessa egípcia del cel |
| Idunn Mons         | 46° 30′ S, 214° 30′ E / 46.5°S,214.5°E | 250.0         | (1)                         | Idun, deessa nòrdica |
| Ilithyia Mons      | 13° 30′ S, 315° 30′ E / 13.5°S,315.5°E | 90.0          | (1)                         | Ilithyia, deessa grega del part |
| Innini Mons        | 34° 36′ S, 328° 30′ E / 34.6°S,328.5°E | 339.0         | (1)                         | Innini, mare de la terra babilònica adorada a Kish                                                                                          |
| Irnini Mons        | 14° 36′ N, 16° 00′ E / 14.6°N,16.0°E   | 475.0         | (1)                         | Irnini, deessa assiriobabilònica de les muntanyes dels cedres                                                                               |
| Iseghey Mons       | 9° 00′ N, 171° 00′ E / 9.0°N,171.0°E   | 500.0         | (1)                         | Iseghey (Sakha pobles de Rússia), Iacuts/Sakha, deessa de les vaques                                                                        |
| Ixtab Mons         | 15° 42′ N, 242° 12′ E / 15.7°N,242.2°E | 80.0          | (1)                         | Ixtab, deessa maia de la mort |
| Jael Mons          | 51° 12′ N, 120° 48′ E / 51.2°N,120.8°E | 36.0          | (1)                         | Jael, heroïna bíblica hebrea |
| Kali Mons          | 9° 24′ N, 29° 12′ E / 9.4°N,29.2°E     | 325.0         | (1)                         | Kali (hindú), deessa hindú, mare de la mort                                                                                                 |
| Katl-Imi Mons      | 69° 00′ S, 126° 00′ E / 69.0°S,126.0°E | 120.0         | (1)                         | Katl-Imi, deessa del sol Khanty |
| Kokyanwuti Mons    | 35° 30′ N, 212° 00′ E / 35.5°N,212.0°E | 400.0         | (1)                         | Kokyanwuti (Hopi poble d'Amèrica del Nord), deessa de la Terra Hopi - "Dona aranya"                                                         |
| Kshumay Mons       | 54° 54′ S, 58° 00′ E / 54.9°S,58.0°E   | 250.0         | (1)                         | Kshumay (Nurestan, Afganistan), deessa de la vegetació de Nuristan (nord-est de l'Afganistan)                                               |
| Kunapipi Mons      | 33° 54′ S, 86° 00′ E / 33.9°S,86.0°E   | 220.0         | (1)                         | Kunapipi (Aborigen australià), deessa de la mare terra australiana. Canviat de Kunapipi Corona.                                             |
| Kurukulla Mons     | 48° 42′ N, 103° 00′ E / 48.7°N,103.0°E | 59.0          | (1)                         | Kurukulla (tibetana), Etan (Tibet), deessa de la riquesa                                                                                    |
| Lahar Mons         | 14° 00′ N, 162° 00′ E / 14.0°N,162.0°E | 225.0         | (1)                         | Lahar, deessa assiriobabilònica dels animals domèstics                                                                                      |
| Laka Mons          | 79° 54′ N, 262° 00′ E / 79.9°N,262.0°E | 220.0         | (1)                         | Laka (hawaiana), deessa hawaiana de la zona no cultivada                                                                                    |
| Lamashtu Mons      | 2° 48′ N, 172° 42′ E / 2.8°N,172.7°E   | 260.0         | (1)                         | Lamashtu (sumèria), deessa sumèria que va infligir als nens amb malalties                                                                   |
| Lanig Mons         | 68° 30′ S, 91° 00′ E / 68.5°S,91.0°E   | 400.0         | (1)                         | Lanig (poble Semang de la península malaia), deessa creadora de Semang (península malaia)                                                   |
| Loo-Wit Mons       | 59° 30′ S, 56° 00′ E / 59.5°S,56.0°E   | 150.0         | (1)                         | Loowit ( Multnomah i Klikità gent d'Amèrica del Nord), Multnomah i Klikitat (costa nord), deessa volcànica, encarnada en el mont St. Helens |
| Maat Mons          | 0° 30′ N, 194° 36′ E / 0.5°N,194.6°E   | 395.0         | (1)                         | Ma'at (egípcia, antiga deessa egípcia de la veritat i la justícia                                                                           |
| Maxwell Montes     | 65° 12′ N, 3° 18′ E / 65.2°N,3.3°E     | 797.0         | (1)                         | James Clerk Maxwell, físic britànic (1831–1879)                                                                                             |
| Mbokomu Mons       | 15° 06′ S, 215° 12′ E / 15.1°S,215.2°E | 460.0         | (1)                         | Mbokomu, deessa ancestral del Ngombe (Zaire)                                                                                                |
| Melia Mons         | 62° 48′ N, 119° 18′ E / 62.8°N,119.3°E | 311.0         | (1)                         | nimfa grega |
| Mem Loimis Mons    | 9° 30′ N, 209° 00′ E / 9.5°N,209.0°E   | 300.0         | (1)                         | deessa Wintun (Califòrnia) |
| Mertseger Mons     | 38° 06′ S, 270° 18′ E / 38.1°S,270.3°E | 450.0         | (1)                         | Mertseger，deessa serp de la necròpolis de Tebas                                                                                            |
| Metis Mons         | 71° 00′ N, 253° 00′ E / 71.0°N,253.0°E | 920.0         | (1)                         | tètanus grec |
| Mielikki Mons      | 27° 48′ S, 280° 30′ E / 27.8°S,280.5°E | 450.0         | (1)                         | Mielikki, deessa del bosc finlandesa |
| Milda Mons         | 52° 30′ N, 159° 24′ E / 52.5°N,159.4°E | 48.0          | (1)                         | Milda, deessa de l'amor lituana |
| Mokosha Mons       | 57° 42′ N, 255° 00′ E / 57.7°N,255.0°E | 270.0         | (1)                         | deessa principal eslava oriental |
| Muhongo Mons       | 10° 36′ N, 174° 30′ E / 10.6°N,174.5°E | 175.0         | (1)                         | deïtat ancestral de Mbundu (Angola) |
| Muta Mons          | 55° 30′ N, 358° 18′ E / 55.5°N,358.3°E | 54.0          | (1)                         | deessa romana del silenci |
| Nahas-tsan Mons    | 14° 00′ N, 205° 00′ E / 14.0°N,205.0°E | 500.0         | (1)                         | Mare Terra navaho |
| Nayunuwi Montes    | 2° 00′ N, 83° 00′ E / 2.0°N,83.0°E     | 900.0         | (1)                         | monstre Cherokee femení revestit de pedra                                                                                                   |
| Nazit Mons         | 22° 30′ N, 240° 00′ E / 22.5°N,240.0°E | 350.0         | (1)                         | Nazit, deessa serp alada egípcia |
| Ne Ngam Mons       | 43° 00′ S, 257° 30′ E / 43.0°S,257.5°E | 200.0         | (1)                         | deessa creadora del món Lao |
| Nepthys Mons       | 33° 00′ S, 317° 30′ E / 33.0°S,317.5°E | 350.0         | (1)                         | Nepthys, deessa egípcia de les terres àrides                                                                                                |
| Nijole Mons        | 45° 00′ N, 185° 00′ E / 45.0°N,185.0°E | 150.0         | (1)                         | deessa de l'inframón lituà. L'ortografia va canviar de Niola Mons.                                                                          |
| Ninisinna Mons     | 25° 42′ N, 197° 30′ E / 25.7°N,197.5°E | 110.0         | (2)                         | deessa mesopotàmica de la salut i de la curació                                                                                             |
| Nokomis Montes     | 20° 00′ N, 189° 00′ E / 20.0°N,189.0°E | 486.0         | (1)                         | mare Terra Algonquín (Amèrica del Nord) |
| Nyx Mons           | 30° 00′ N, 48° 30′ E / 30.0°N,48.5°E   | 875.0         | (1)                         | Nyx, deessa grega de la nit |
| Ongwuti Mons       | 2° 00′ S, 194° 30′ E / 2.0°S,194.5°E   | 500.0         | (1)                         | deïtat salina Hopi que prediu estacions |
| Ozza Mons          | 4° 30′ N, 201° 00′ E / 4.5°N,201.0°E   | 507.0         | (1)                         | deessa persa honrada pels Qurayshies |
| Pahto Mons         | 64° 30′ S, 114° 30′ E / 64.5°S,114.5°E | 300.0         | (1)                         | Yakima/Klickitat (costa nord-oest) deïtat de la muntanya                                                                                    |
| Polik-mana Mons    | 24° 30′ N, 264° 00′ E / 24.5°N,264.0°E | 600.0         | (1)                         | Polik-mana, donzella de la papallona Hopi ('kachina')                                                                                       |
| Ptesanwi Mons      | 2° 48′ N, 45° 24′ E / 2.8°N,45.4°E     | 200.0         | (1)                         | Ptesanwi, Lakota (Sioux) dona búfalo blanca                                                                                                 |
| Rakapila Mons      | 43° 42′ S, 321° 30′ E / 43.7°S,321.5°E | 130.0         | (1)                         | arbre sagrat malgaix (Madagascar) |
| Renpet Mons        | 76° 00′ N, 236° 12′ E / 76.0°N,236.2°E | 300.0         | (1)                         | Renpet, deessa egípcia de la primavera i la joventut                                                                                        |
| Rhea Mons          | 32° 24′ N, 282° 12′ E / 32.4°N,282.2°E | 217.0         | (1)                         | tètanus grec |
| Rhpisunt Mons      | 2° 30′ N, 301° 30′ E / 2.5°N,301.5°E   | 250.0         | (1)                         | Haida (costa nord-oest) deïtat de la mare de os                                                                                             |
| Sakwap-mana Mons   | 35° 00′ N, 219° 30′ E / 35.0°N,219.5°E | 500.0         | (1)                         | donzella Hopi del blat de moro blau ('kachina')                                                                                             |
| Samodiva Mons      | 13° 36′ N, 291° 00′ E / 13.6°N,291.0°E | 200.0         | (1)                         | Deïtat de l'aigua alada búlgara |
| Sapas Mons         | 8° 30′ N, 188° 18′ E / 8.5°N,188.3°E   | 217.0         | (1)                         | deessa del sol Canaanita |
| Sarasvati Mons     | 75° 42′ N, 354° 30′ E / 75.7°N,354.5°E | 200.0         | (1)                         | Saraswati, deessa del riu hindú |
| Sekmet Mons        | 44° 30′ N, 240° 30′ E / 44.5°N,240.5°E | 285.0         | (1)                         | Sekmet, antiga deessa egípcia de la guerra i la batalla                                                                                     |
| Sephira Mons       | 43° 00′ S, 28° 00′ E / 43.0°S,28.0°E   | 275.0         | (1)                         | deessa espanyola de la intel·ligència i la creativitat                                                                                      |
| Shala Mons         | 39° 24′ N, 208° 00′ E / 39.4°N,208.0°E | 90.0          | (2)                         | Shala, deessa de la tempesta canaanita |
| Siduri Mons        | 42° 18′ S, 297° 18′ E / 42.3°S,297.3°E | 105.0         | (1)                         | Siduri, deessa babilònica del vi i la saviesa                                                                                               |
| Sif Mons           | 22° 00′ N, 352° 24′ E / 22.0°N,352.4°E | 200.0         | (1)                         | Sif, deessa teutònica; esposa de Thor |
| Skadi Mons         | 64° 00′ N, 4° 00′ E / 64.0°N,4.0°E     | 40.0          | (1)                         | Skadi, deessa nòrdica de la muntanya |
| Somagalags Montes  | 9° 18′ N, 348° 30′ E / 9.3°N,348.5°E   | 105.0         | (1)                         | mare terra de Bella Coola. El nom ha canviat de Somagalags Corona.                                                                          |
| Spandarmat Mons    | 16° 30′ S, 255° 00′ E / 16.5°S,255.0°E | 400.0         | (1)                         | deessa mare iraniana |
| Talakin Mons       | 11° 00′ S, 355° 24′ E / 11.0°S,355.4°E | 175.0         | (1)                         | deessa Navaho (EUA) |
| Tefnut Mons        | 38° 36′ S, 304° 00′ E / 38.6°S,304.0°E | 182.0         | (1)                         | antiga deessa egípcia de la rosada o de la pluja                                                                                            |
| Tepev Mons         | 29° 00′ N, 44° 18′ E / 29.0°N,44.3°E   | 301.0         | (1)                         | deessa de la creació maia quiche |
| Thallo Mons        | 76° 00′ N, 233° 30′ E / 76.0°N,233.5°E | 216.0         | (1)                         | Thallo, deessa grega de la floració de la vegetació (Hora de la primavera)                                                                  |
| Theia Mons         | 22° 42′ N, 281° 00′ E / 22.7°N,281.0°E | 226.0         | (1)                         | tètanus grec |
| Toma Mons          | 12° 54′ S, 232° 00′ E / 12.9°S,232.0°E | 80.0          | (2)                         | deessa tibetana de la intel·ligència i la creativitat                                                                                       |
| Ts'an Nu Mons      | 27° 12′ S, 272° 54′ E / 27.2°S,272.9°E | 310.0         | (1)                         | deessa xinesa dels cucs de seda |
| Tuli Mons          | 13° 18′ N, 314° 36′ E / 13.3°N,314.6°E | 750.0         | (1)                         | deessa samoana de la creació |
| Tuulikki Mons      | 10° 18′ N, 274° 42′ E / 10.3°N,274.7°E | 520.0         | (1)                         | deessa de la fusta finlandesa |
| Tuzandi Mons       | 42° 30′ S, 41° 30′ E / 42.5°S,41.5°E   | 200.0         | (1)                         | deïtat dels avantpassats Palaun (Mon-Khmer de Birmània/Myanmar)                                                                             |
| Ua-ogrere Mons     | 40° 30′ N, 117° 00′ E / 40.5°N,117.0°E | 200.0         | (1)                         | deïtat ancestral Kivai (Nova Guinea), la dona més vella que "alguna vegada va existir"                                                      |
| Uretsete Mons      | 12° 00′ S, 261° 00′ E / 12.0°S,261.0°E | 500.0         | (1)                         | deessa ancestral de Keresan Pueblo |
| Ushas Mons         | 24° 18′ S, 324° 36′ E / 24.3°S,324.6°E | 413.0         | (1)                         | Ushas, deessa hindú de l'alba |
| Uti Hiata Mons     | 16° 00′ N, 69° 00′ E / 16.0°N,69.0°E   | 500.0         | (1)                         | deïtat mare pawnee del blat de moro |
| Var Mons           | 1° 12′ N, 316° 12′ E / 1.2°N,316.2°E   | 1000.0        | (1)                         | deessa de l'amor escandinava |
| Venilia Mons       | 32° 42′ N, 238° 48′ E / 32.7°N,238.8°E | 320.0         | (1)                         | Venilia, divinitat romana associada amb els vents i el mar                                                                                  |
| Vostrukha Mons     | 6° 18′ S, 299° 24′ E / 6.3°S,299.4°E   | 180.0         | (1)                         | deïtat belarussa de la llar |
| Waka Mons          | 26° 18′ N, 207° 42′ E / 26.3°N,207.7°E | 60.0          | (2)                         | Waka, deessa polinèsia del llangardaix |
| Wyrd Mons          | 14° 00′ N, 247° 12′ E / 14.0°N,247.2°E | 150.0         | (1)                         | Wyrd, deessa anglosaxona que teixeix |
| Xochiquetzal Mons  | 3° 30′ N, 270° 00′ E / 3.5°N,270.0°E   | 80.0          | (1)                         | Xochiquetzal, deessa asteca de les flors |
| Xtoh Mons          | 39° 42′ N, 194° 12′ E / 39.7°N,194.2°E | 110.0         | (2)                         | deessa del temps i la pluja Quiche (Guatemala)                                                                                              |
| Yolkai-Estsan Mons | 17° 00′ N, 194° 00′ E / 17.0°N,194.0°E | 600.0         | (1)                         | mite navaho de deïtat femenina |
| Yunya-mana Mons    | 18° 00′ S, 285° 00′ E / 18.0°S,285.0°E | 500.0         | (1)                         | donzella del cactus de la figuera de moro Hopi                                                                                              |
| Zaltu Mons         | 18° 00′ N, 163° 30′ E / 18.0°N,163.5°E | 220.0         | (1)                         | deessa assiriobabilònica |